# Calamus nigricans
Calamus nigricans är en enhjärtbladig växtart som beskrevs av Van Valk. Calamus nigricans ingår i släktet Calamus och familjen Arecaceae. Inga underarter finns listade i Catalogue of Life.